# Forbachgranit

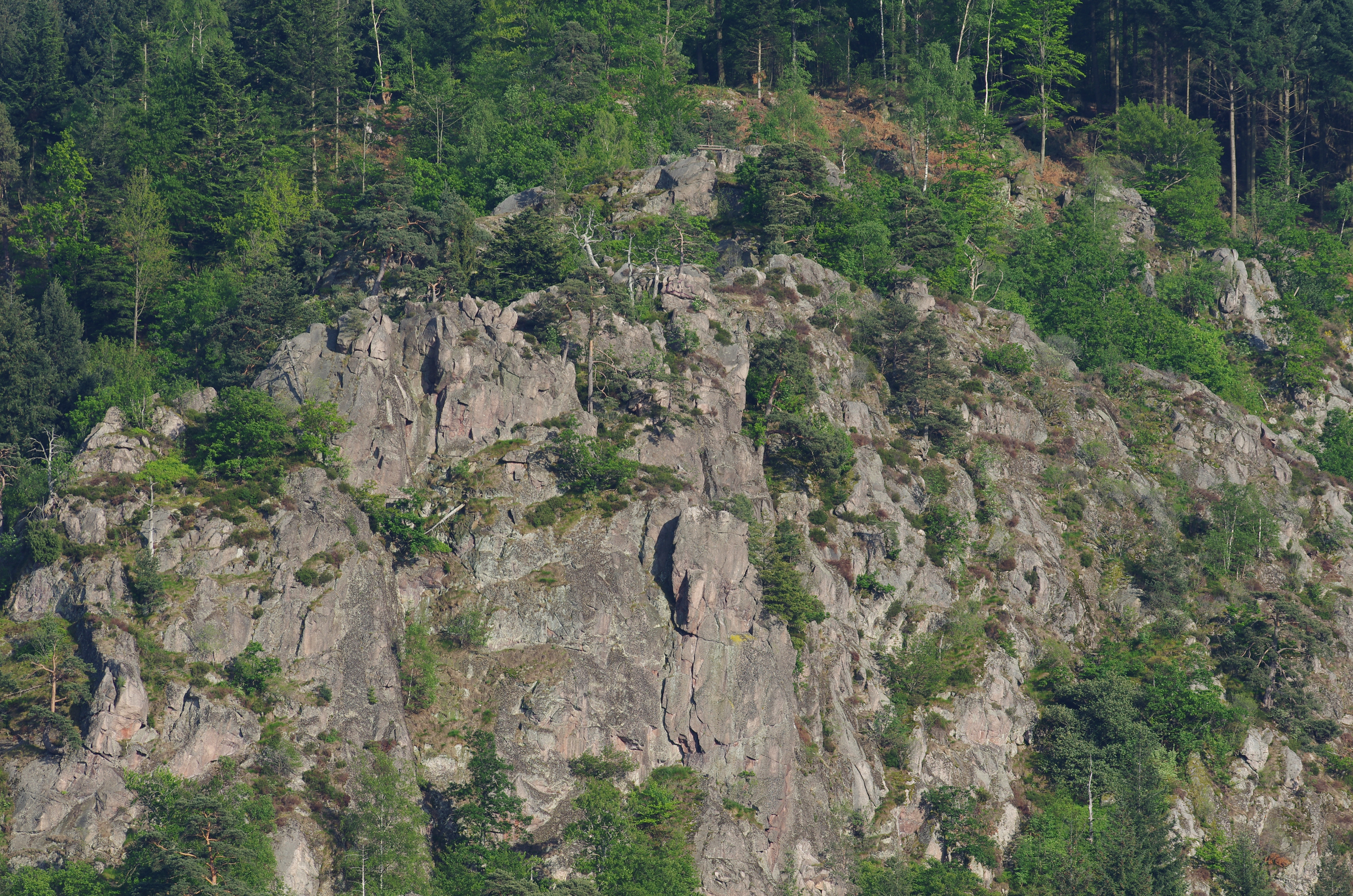
Lautenfelsen bei Gernsbach-Lautenbach

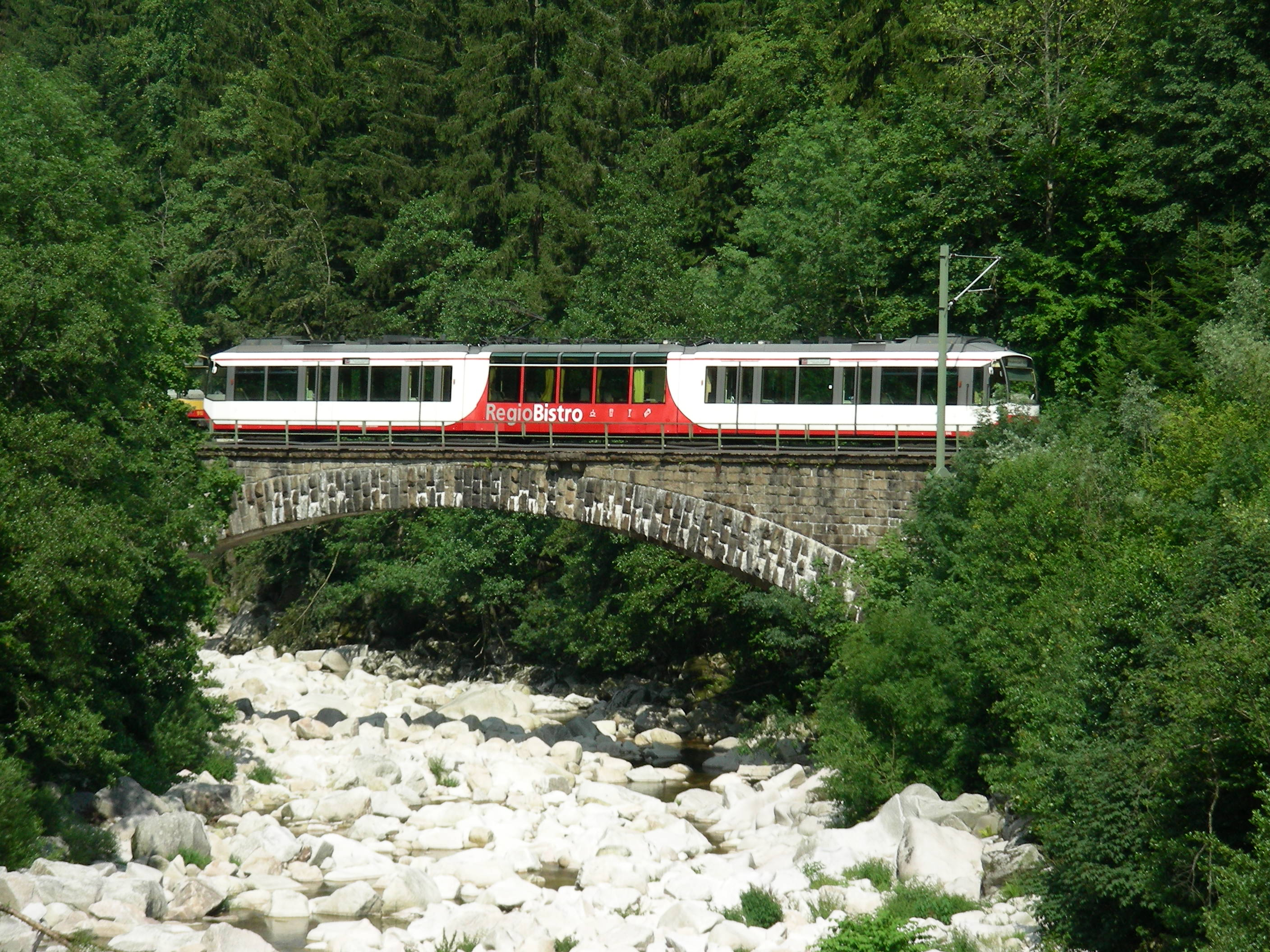
Murgbrücke bei Raumünzach aus Forbachgranit über dem ebenfalls im Granit verlaufenden Flussbett

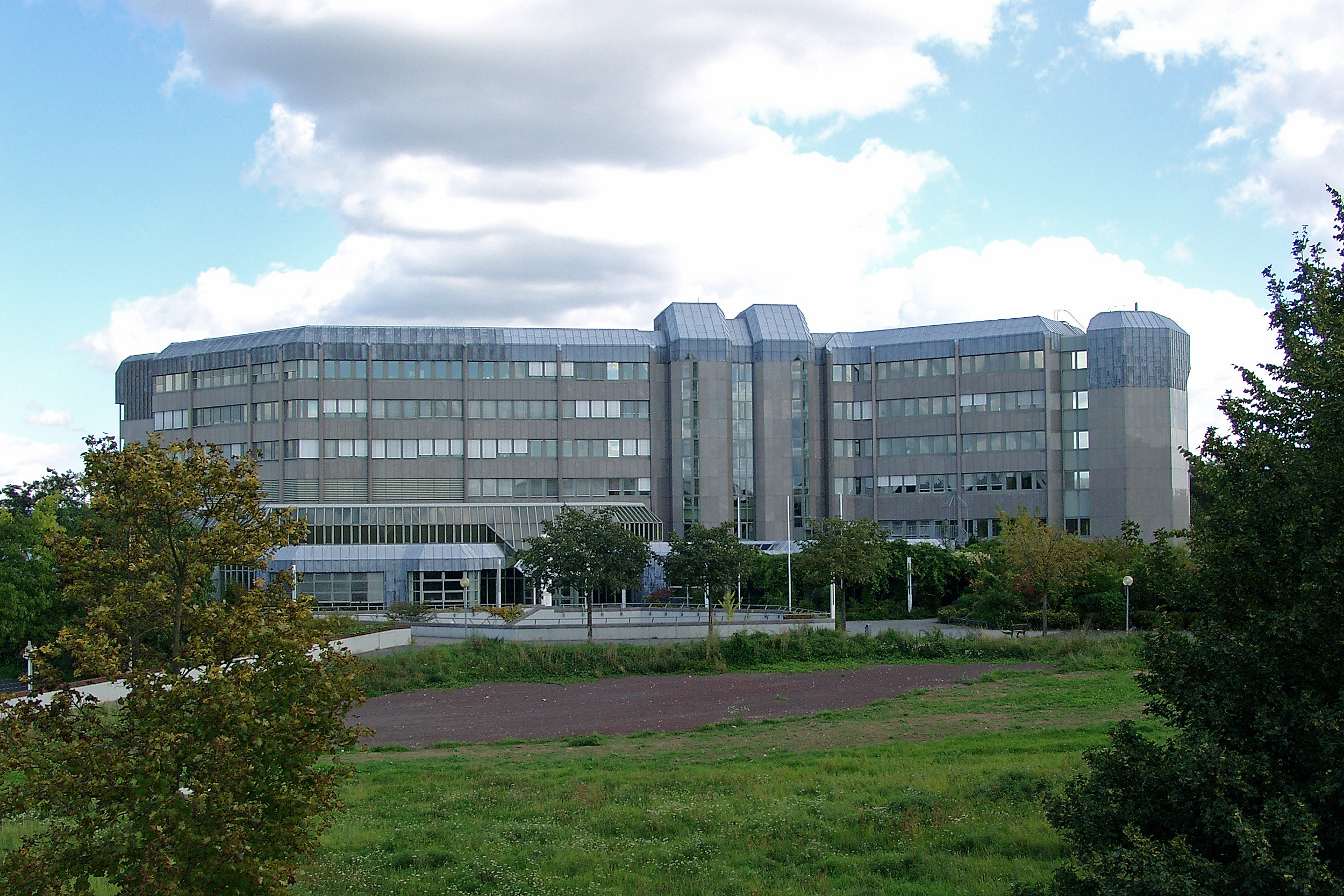
Fassadenverkleidung des Bundesarchivs in Koblenz aus rotem Forbachgranit

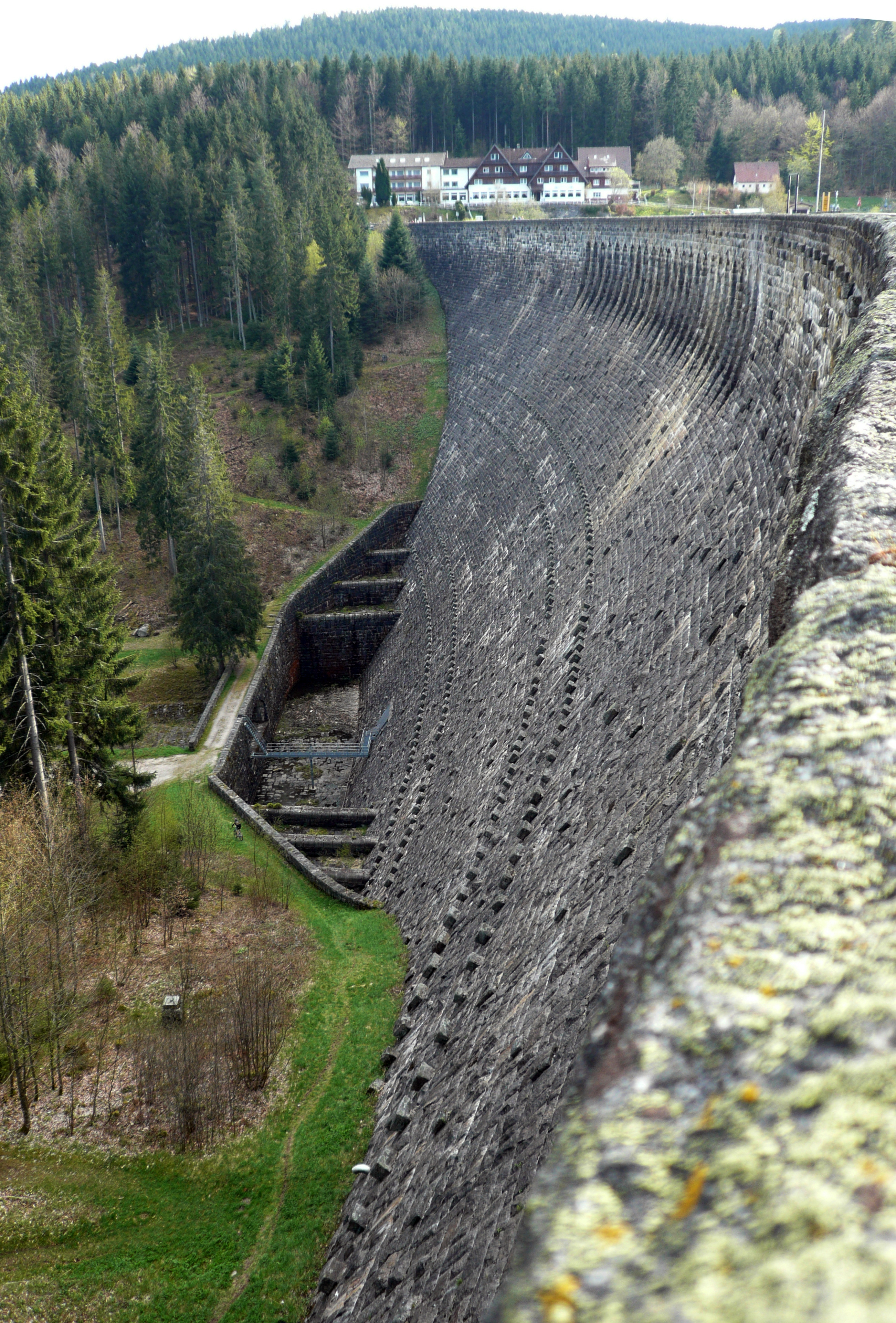
Schwarzenbachtalsperre mit Verkleidung aus Raumünzach-Granit

Der Forbachgranit, der in einer Varietät auch Raumünzach-Granit genannt wird, ist ein im Nordschwarzwald vorkommender Granit. Er ist Teil des Nordschwarzwälder Granitmassivs, zu dem auch Bühlertalgranit und Wildbadgranit zählen. Der Forbachgranit ist vorwiegend in den Landkreisen Rastatt und Calw aufgeschlossen. Das wichtigste Abbaugebiet des Forbachgranits lag früher im mittleren Murgtal bei Forbach. Heute wird er dort nur noch bei Raumünzach gebrochen.

## Entstehung und Vorkommen
Das Eindringen der Gesteinsschmelze, die später zum Forbachgranit erkaltete, fand in der asturischen Phase der variskischen Gebirgsbildung statt. Die asturische Phase wird stratigraphisch etwa an die Grenze Westfal/Stefan des Oberkarbons datiert. Damit ist der Forbachgranit etwa 305 Millionen Jahre alt. Seine Grobkörnigkeit deutet auf ein verhältnismäßig langsames Erkalten der Schmelze hin.
Im Nordschwarzwälder Granitmassiv, das westlich von der Oberrheintalspalte bis Baden-Baden und Offenburg, im Osten durch das Tal der Enz bei Enzklösterle und Bad Wildbad und südöstlich durch Offenburg und Schönmünzach begrenzt wird, liegt das Vorkommen des Forbachgranits im mittleren Murgtal in der Gegend vor Forbach. Die im Nordschwarzwälder Granitmassiv vorkommenden Granite unterscheiden sich in Korn, Farbe und Textur, der Anordnung der Minerale. Im Süden geht der Forbachgranit in eine verwitterte porphyrische Zone über, die durch zahlreiche Klüfte, in der sich Pegmatit- und Aplitgänge befinden, gekennzeichnet ist. Daran schließt sich das Wildbachtal um Raumünzach und Schönmünzach an, wo der Forbachgranit großkristalline Gesteinstexturen zeigt.

## Gesteinsbeschreibung und Mineralbestand
Es handelt sich um einen hellen, grau bis rosa gefärbten Zweiglimmergranit. Biotit verleiht diesem Granit ein deutlich strukturiertes Gefüge. Es ist ein mittel- bis grobkörniges Gestein, in dem die Alkalifeldspäte bis zu 5 cm groß sind. Neben einem Quarzanteil von 26 Prozent, deutlich als fettglänzende Einlagerungen erkennbar, ist der enthaltene Alkalifeldspat, der Orthoklas, rötlich gefärbt und verleiht diesem Naturstein seine typische Farbe. Der Alkalifeldspatanteil beträgt 44 Prozent und der Anteil der Plagioklase 20 Prozent, Biotit 5 und Muskovit 5 Prozent. Anteile unter 1 Prozent haben opake Minerale und Apatit, selten Monazit und Xenotim.

## Wirtschaftliche Bedeutung und Verwendung
Während der feinkörnige Bühlertalgranit früher in zahlreichen Steinbrüchen als Werkstein für Bauzwecke abgebaut wurde, wird im Jahre 2008 der Forbachgranit lediglich bei Raumünzach, einem Ortsteil von Forbach, in einem Steinbruch als Raumünzach-Granit abgebaut, eine Lokalbezeichnung des Forbachgranits. Durch seinen hohen Quarzanteil ist dieser Granit hoch verschleißfest und chemisch resistent. Dieser Granit wird als Boden- und Treppenbelag, Werkstein und für Massivbauten, Denkmäler und Fassaden verwendet. Er kann dauerhaft poliert werden.
Verwendungsbeispiele für den Forbachgranit sind das Rathaus in Bonn, das Bundesarchiv in Koblenz, das Eisenbahnviadukt Hornberg, die Schwarzenbachtalsperre im Schwarzwald, das Schwabenzentrum in Stuttgart und die Coca-Cola-Verwaltung in Essen.

## Naturdenkmale
Im Verbreitungsgebiet bildet der Forbachgranit einige Felsformationen, die als Naturschutzgebiete oder Naturdenkmale eingetragen sind. Zu den bekanntesten zählen die Lautenfelsen und die Orgelfelsen bei Gernsbach oder die Giersteine bei Forbach-Bermersbach (beide Lokalitäten im Landkreis Rastatt) und das Tal der Murg.